# Barile (unità di misura)
Il barile (simbolo b, bb o bbl) è un'unità di misura di volume utilizzata in diversi contesti, la cui entità varia solitamente, a seconda dei casi, tra 100 e 200 litri circa.
Il barile come unità di misura è in uso fin dal Medioevo in tutta Europa, con valori che variavano all'incirca dai 100 ai 1 000 litri o più. Il nome deriva dal francese baril, da cui derivano i termini inglese, italiano, polacco e spagnolo. L'unità di misura è caduta in disuso in molti paesi, sostituita dalle unità del SI, nei quali in alcuni contesti il termine può essere usato in riferimento al numero di contenitori fisici piuttosto che a una misura di volume fissata.
Il barile rimane molto usato come unità di misura nel settore petrolifero, nella quale si usa comunemente il termine inglese barrel, tradotto in alcuni contesti anche come vat o Fass (dalla radice latina/germanica fat ). Oltre al settore petrolifero, il barile è usato come unità di misura anche per altri prodotti, come la birra.

## Valori

### Volume di fluidi
Il valore di un barile liquido (fluid barrel) varia a seconda del contesto:
- barile di petrolio: 159 litri, 35 galloni imperiali, 42 galloni statunitensi.
- barile di birra britannico: 164 litri, 36 galloni imperiali, 43 galloni statunitensi.[2]
- barile di birra statunitense: 117 litri, 26 galloni imperiali, 31,5 galloni statunitensi.[3]
- barile fluido statunitense (in settori diversi da quello petrolifero e della birra): 119 litri, 31.5 galloni imperiali, 26 galloni statunitensi. Equivale a mezzo hogshead.

### Volume di solidi
- barile secco statunitense: 115,6 litri, 7 056 pollici cubi, 3,28 bushel. È definito come il volume di un barile con assi lunghe 281⁄2 in (72 cm), diametro delle basi di 171⁄8 in (43 cm), distanza fra le basi di 26 in (66 cm), circonferenza massima esterna di 64 in (1,6 m), con assi spesse non più di 4⁄10 in (10 mm).
- barile di mirtilli statunitense: 95,5 litri, 5 826 pollici cubi, 2,71 bushel. È definito come il volume di un barile con assi lunghe 281⁄2 in (72 cm), diametro delle basi di 161⁄4 in (41 cm), distanza fra le basi di 251⁄4 in (64 cm), circonferenza massima esterna di 581⁄2 in (1,49 m), con assi spesse non più di 4⁄10 in (10 mm).[4]

Per alcune sostanze il volume di un barile è definito rispetto ad un certo valore di volume o di massa prefissato (alcune conversioni sono riportate tra parentesi):
- barile di zucchero: 5 piedi cubi (142 litri, 37 galloni statunitensi).
- barile di farina (di frumento o segale): tre bushel (105,72 litri) oppure 196 libbre (88,9 kg).
- barile di farina di mais: 200 libbre (90,7 kg).
- barile di cemento Portland: 4 piedi cubi (113 l) oppure 376 libbre (170,6 kg).[5]
- barile di calce: 280 libbre (127 kg) per il barile grande, oppure 180 libbre (81,6 kg) per il barile piccolo.[6]

## Barile di petrolio
Il barile di petrolio (bbl) è una unità di misura tradizionalmente utilizzata per la misura degli idrocarburi liquidi. Il barile è un retaggio degli inizi dell'industria petrolifera quando i liquidi estratti dai pozzi venivano raccolti in barili di legno per essere trasportati al luogo di vendita o di raffinazione del petrolio utilizzando carri, ferrovie e navi.
Questa unità entrò in uso nei primi campi petroliferi della Pennsylvania.
L'unità di misura in barili rimase in vigore anche successivamente all'introduzione di sistemi di trasporto più efficienti come gli oleodotti e le petroliere ed è ancora oggi correntemente utilizzata (es. il prezzo del petrolio viene indicato in dollari per barile e non metri cubi o litri).
Un barile corrisponde a 42 galloni USA ovvero a circa 158,99 litri. La massa di un barile dipende ovviamente dal tipo di liquido contenuto, nel caso del greggio è di circa 140 kg (310 libbre).

### Barile equivalente di petrolio
Per barile di petrolio equivalente (boe) si intende invece la conversione dei volumi di idrocarburi gassosi (espressi in metri cubi o piedi cubici) in volumi equivalenti di idrocarburi liquidi al fine di poterli sommare con questi ultimi per darne un aggregato (ad esempio nella comunicazione delle produzioni e delle riserve).

### Altre unità derivate
Barili al giorno (bpd, da barrels per day): usati per esprimere la quantità di petrolio estratta da un giacimento o da uno specifico pozzo in un giorno, oppure la quantità lavorata da un impianto di trattamento in un giorno.
Barili al giorno solare (bcd, da barrels per calendar day): quantità media lavorata da un impianto in un giorno, calcolata dividendo la quantità annuale per 365. Esprime la capacità media di lavorazione di un impianto.
Barili al giorno di funzionamento (bpsd, da barrels per stream day): quantità media lavorata da un impianto in un giorno, calcolata dividendo la quantità lavorata in un certo periodo per il numero di giorni di funzionamento effettivo.
Esprime la capacità media di lavorazione di un impianto.
Barili di acqua al giorno (bwpd, da barrels of water per day): barili al giorno applicati all'acqua, unità utilizzata nel campo petrolifero per esprimere il consumo di acqua degli impianti o la velocità di reiniezione dell'acqua nei giacimenti esauriti.

## Usi storici
Prima dell'adozione del sistema decimale il barile era usato nelle varie città per misurare liquidi, principalmente l'olio ed il vino. Il valore variava notevolmente tra le città e nella stessa città secondo il liquido misurato.
| Barile                    | litri |
| ------------------------- | ----- |
| Firenze (olio) 16 fiaschi | 33,43 |
| Firenze (vino) 20 fiaschi | 45,58 |
| Genova (olio)             | 65,48 |
| Genova (vino)             | 79,50 |
| Roma (vino) 32 boccali    | 58,34 |
| Sicilia                   | 34,38 |
| Napoli 60 caraffe         | 43,63 |